# 明治神宮例祭奉祝全日本力士選士権大会
明治神宮例祭奉祝全日本力士選士権大会（めいじじんぐうれいさいほうしゅくぜんにほんりきしせんしけんたいかい）は、明治神宮の例祭を奉祝して毎年9月末～10月に行われる相撲大会。

## 概要
1925年（大正14年）11月3日に明治神宮相撲場で第1回大会が開催された。1957年（昭和32年）は雨天により中止となったため、翌年1958年（昭和33年）の第18回から蔵前国技館で開催されるようになり、1985年から現在の両国国技館に場所を移し、昭和天皇の病状悪化に伴い中止された1988年（昭和63年）と新型コロナウイルス感染拡大防止のため中止された2020年（令和2年）・2021年（令和3年）を除いて毎年秋に開催されている。
大会当日は、午前中に明治神宮神前に日本相撲協会役員が参拝した後に横綱土俵入りが奉納され、午後に両国国技館でトーナメント大会が実施されている。第一部は幕内力士32名、第二部は十枚目16名で争う。また大会の観覧は明治神宮崇敬会や日本チャリティー協会の招待客しか入場できない。
大会の模様はBS-TBSで録画中継される。
平成23年10月3日 明治神宮例祭奉祝 奉納第七十回 全日本力士選士権大会

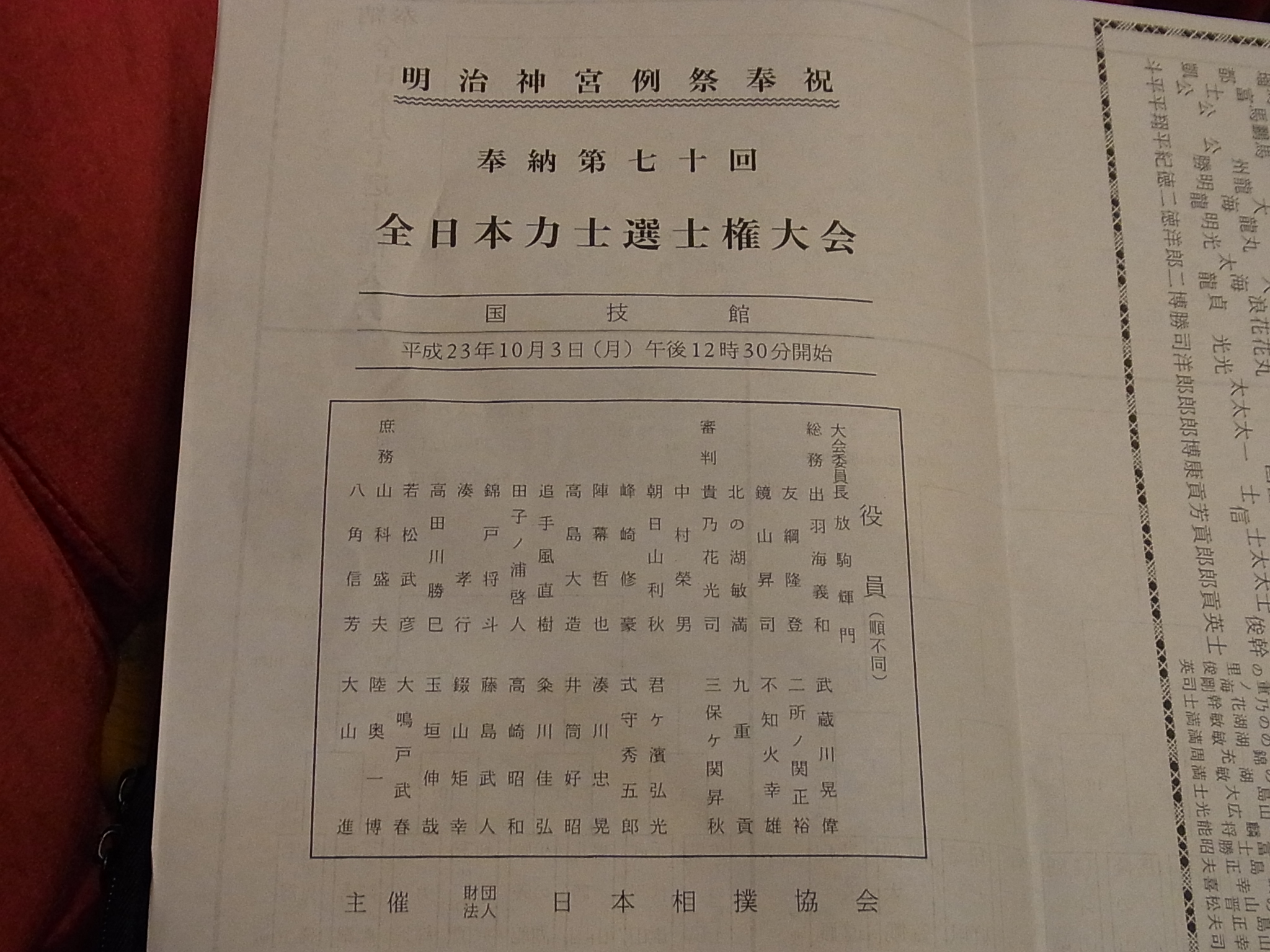
式次第
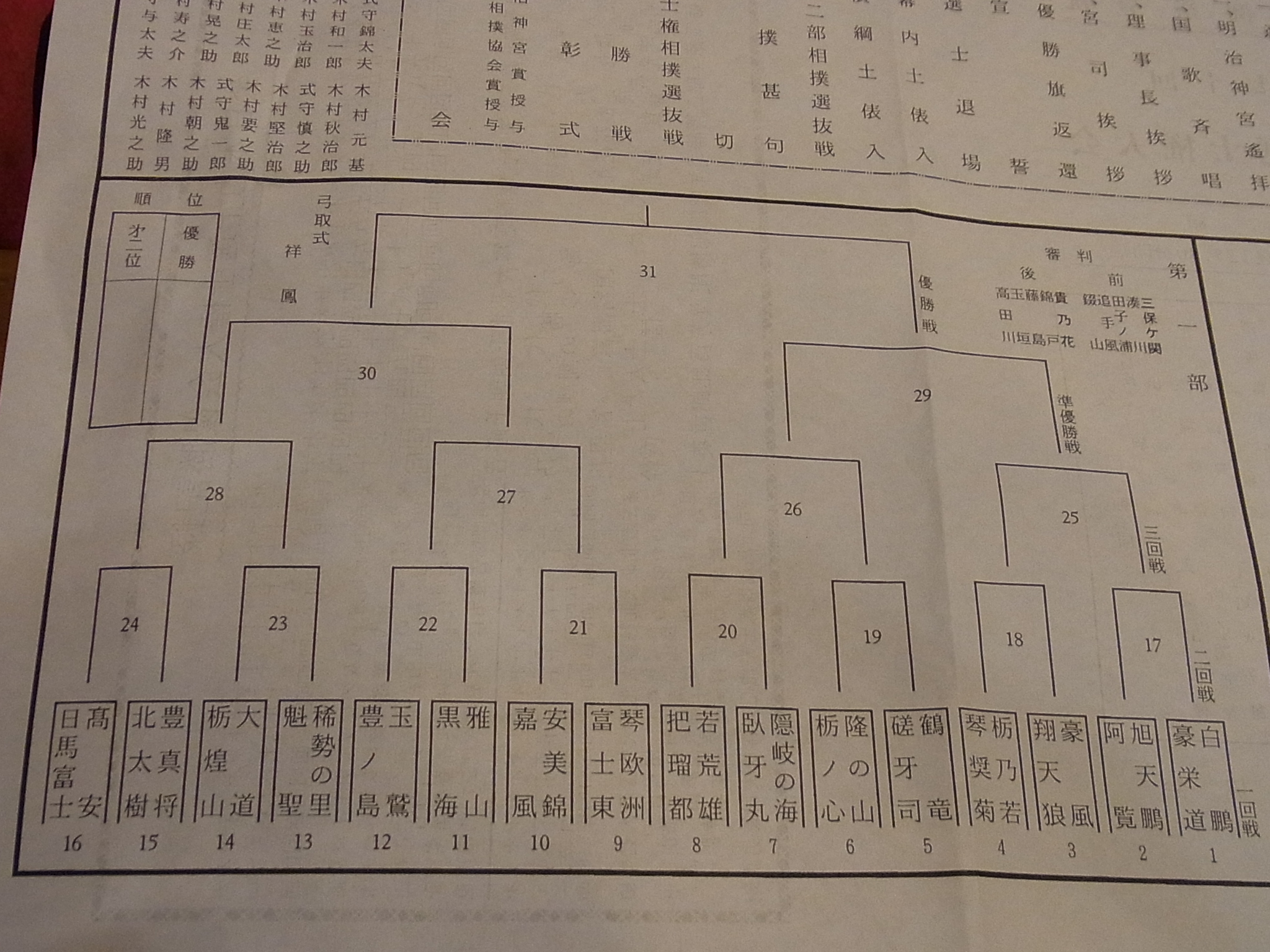
選士権相撲選抜戦取組表
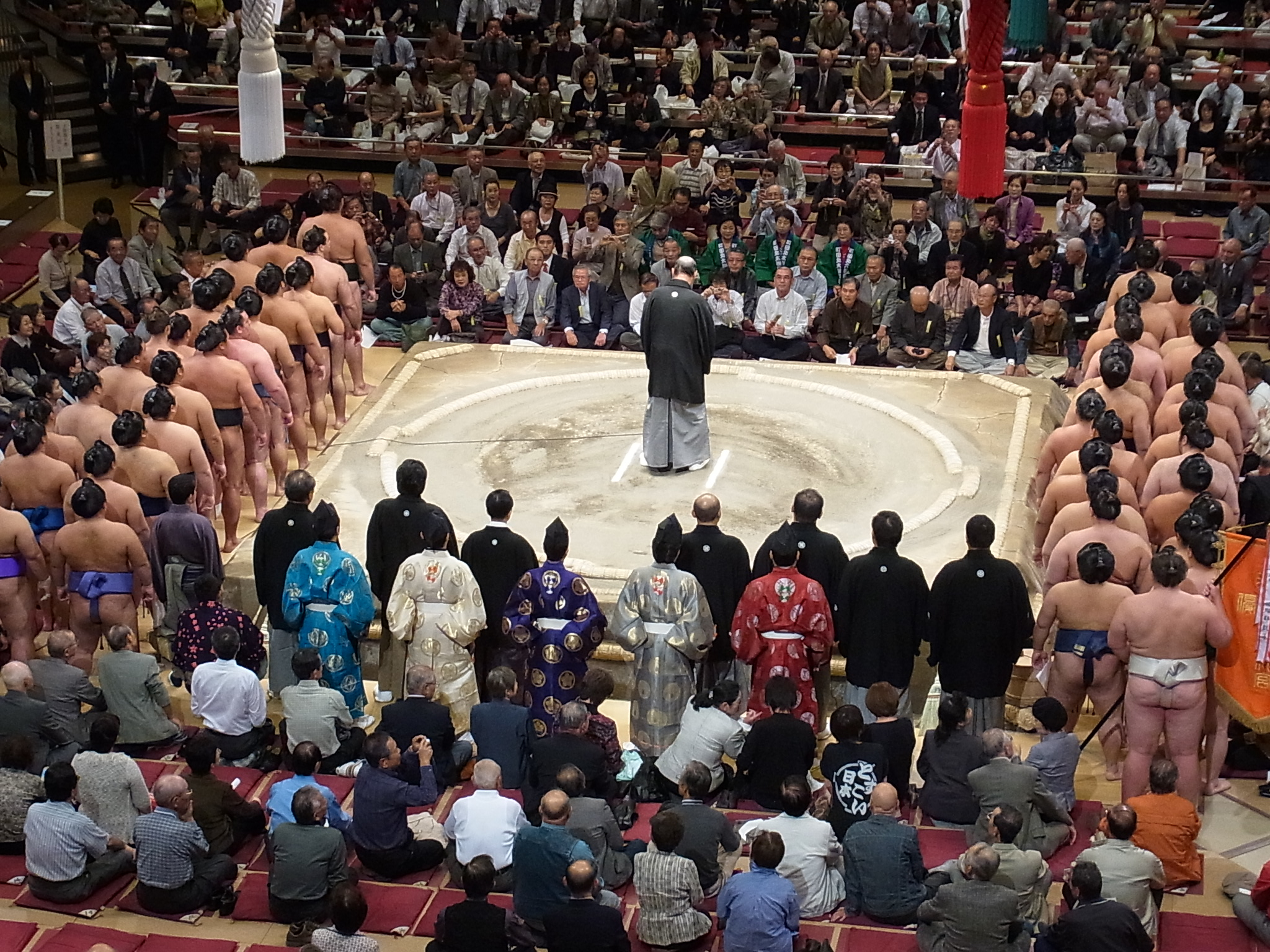
理事長挨拶
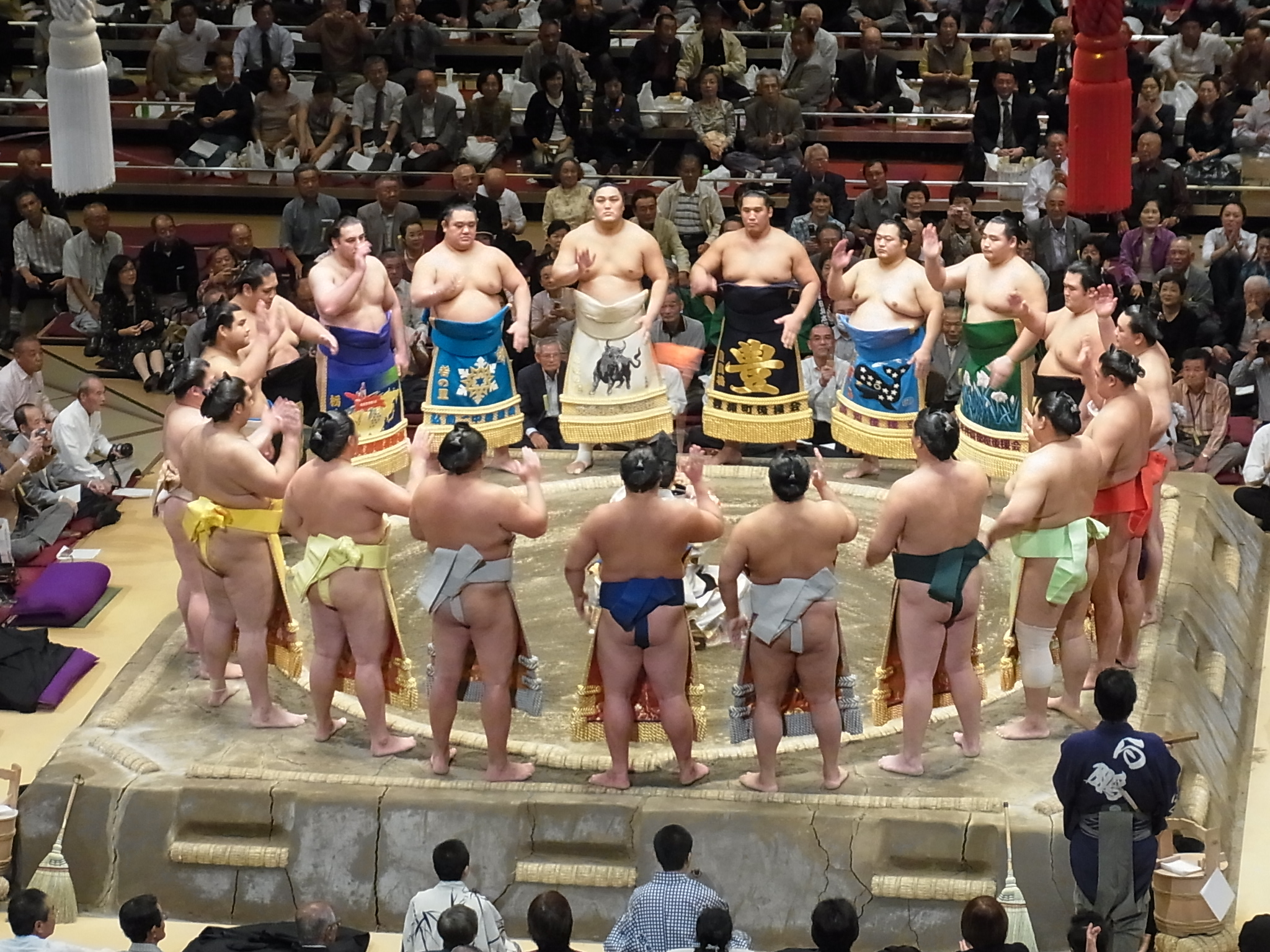
幕内土俵入り
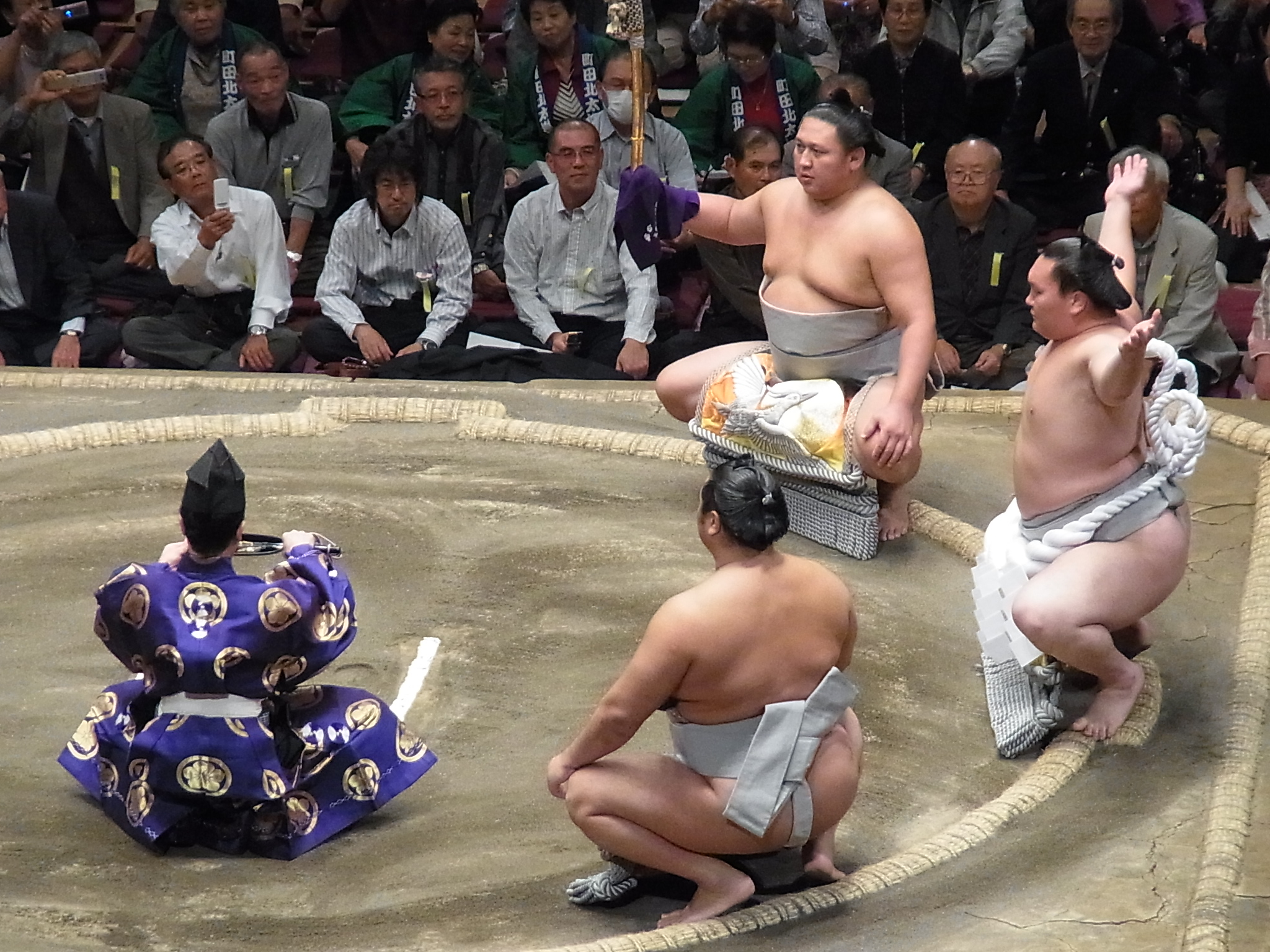
横綱土俵入り

## 歴代優勝者力士
| 回数   | 開催年             | 番付  | 優勝力士   |
| ------ | ------------------ | ----- | ---------- |
| 第1回  | 1925年（大正14年） | 横綱  | 栃木山     |
| 第2回  | 1926年（大正15年） | 横綱  | 常ノ花     |
| 第3回  | 1929年（昭和4年）  | 横綱  | 常ノ花     |
| 第4回  | 1931年（昭和6年）  | 大関  | 玉錦       |
| 第5回  | 1933年（昭和8年）  | 横綱  | 玉錦       |
| 第6回  | 1935年（昭和10年） | 大関  | 男女ノ川   |
| 第7回  | 1937年（昭和12年） | 横綱  | 玉錦       |
| 第8回  | 1939年（昭和14年） | 横綱  | 双葉山     |
| 第9回  | 1940年（昭和15年） | 横綱  | 双葉山     |
| 第10回 | 1941年（昭和16年） | 関脇  | 名寄岩     |
| 第11回 | 1942年（昭和17年） | 横綱  | 双葉山     |
| 第12回 | 1943年（昭和18年） | 横綱  | 双葉山     |
| 第13回 | 1952年（昭和27年） | 横綱  | 千代ノ山   |
| 第14回 | 1953年（昭和28年） | 横綱  | 鏡里       |
| 第15回 | 1954年（昭和29年） | *横綱 | 栃錦       |
| 第16回 | 1955年（昭和30年） | 大関  | 大内山     |
| 第17回 | 1956年（昭和31年） | 大関  | 松登       |
| 第18回 | 1958年（昭和33年） | 大関  | 朝汐       |
| 第19回 | 1959年（昭和34年） | 関脇  | 若羽黒     |
| 第20回 | 1960年（昭和35年） | 関脇  | 大鵬       |
| 第21回 | 1961年（昭和36年） | *横綱 | 柏戸       |
| 第22回 | 1962年（昭和37年） | 大関  | 栃ノ海     |
| 第23回 | 1963年（昭和38年） | 大関  | 豊山       |
| 第24回 | 1964年（昭和39年） | 横綱  | 大鵬       |
| 第25回 | 1965年（昭和40年） | 小結  | 若見山     |
| 第26回 | 1966年（昭和41年） | *大関 | 玉乃島     |
| 第27回 | 1967年（昭和42年） | 横綱  | 佐田の山   |
| 第28回 | 1968年（昭和43年） | 横綱  | 大鵬       |
| 第29回 | 1969年（昭和44年） | 大関  | 玉乃島     |
| 第30回 | 1970年（昭和45年） | 横綱  | 北の富士   |
| 第31回 | 1971年（昭和46年） | 大関  | 大麒麟     |
| 第32回 | 1972年（昭和47年） | 小結  | 豊山       |
| 第33回 | 1973年（昭和48年） | 横綱  | 輪島       |
| 第34回 | 1974年（昭和49年） | 横綱  | 北の湖     |
| 第35回 | 1975年（昭和50年） | 前13  | 大錦       |
| 第36回 | 1976年（昭和51年） | 横綱  | 北の湖     |
| 第37回 | 1977年（昭和52年） | 横綱  | 北の湖     |
| 第38回 | 1978年（昭和53年） | 横綱  | 若乃花     |
| 第39回 | 1979年（昭和54年） | 横綱  | 三重ノ海   |
| 第40回 | 1980年（昭和55年） | 前1   | 隆の里     |
| 第41回 | 1981年（昭和56年） | 横綱  | 若乃花     |
| 第42回 | 1982年（昭和57年） | 大関  | 隆の里     |
| 第43回 | 1983年（昭和58年） | 横綱  | 千代の富士 |
| 第44回 | 1984年（昭和59年） | 大関  | 朝潮       |
| 第45回 | 1985年（昭和60年） | 大関  | 朝潮       |
| 第46回 | 1986年（昭和61年） | 横綱  | 千代の富士 |
| 第47回 | 1987年（昭和62年） | 横綱  | 北勝海     |
| 第48回 | 1989年（平成元年） | 横綱  | 千代の富士 |
| 第49回 | 1990年（平成2年）  | 横綱  | 大乃国     |
| 第50回 | 1991年（平成3年）  | 大関  | 霧島       |
| 第51回 | 1992年（平成4年）  | 大関  | 曙         |
| 第52回 | 1993年（平成5年）  | 横綱  | 曙         |
| 第53回 | 1994年（平成6年）  | 横綱  | 曙         |
| 第54回 | 1995年（平成7年）  | 大関  | 武蔵丸     |
| 第55回 | 1996年（平成8年）  | 横綱  | 貴乃花     |
| 第56回 | 1997年（平成9年）  | 大関  | 若乃花     |
| 第57回 | 1998年（平成10年） | 大関  | 貴ノ浪     |
| 第58回 | 1999年（平成11年） | 大関  | 千代大海   |
| 第59回 | 2000年（平成12年） | 横綱  | 曙         |
| 第60回 | 2001年（平成13年） | 横綱  | 武蔵丸     |
| 第61回 | 2002年（平成14年） | 大関  | 朝青龍     |
| 第62回 | 2003年（平成15年） | 大関  | 千代大海   |
| 第63回 | 2004年（平成16年） | 横綱  | 朝青龍     |
| 第64回 | 2005年（平成17年） | 関脇  | 琴欧州     |
| 第65回 | 2006年（平成18年） | 前6   | 安馬       |
| 第66回 | 2007年（平成19年） | 横綱  | 白鵬       |
| 第67回 | 2008年（平成20年） | 関脇  | 安馬       |
| 第68回 | 2009年（平成21年） | 大関  | 日馬富士   |
| 第69回 | 2010年（平成22年） | 大関  | 把瑠都     |
| 第70回 | 2011年（平成23年） | 大関  | 琴欧洲     |
| 第71回 | 2012年（平成24年） | *横綱 | 日馬富士   |
| 第72回 | 2013年（平成25年） | 横綱  | 日馬富士   |
| 第73回 | 2014年（平成26年） | 横綱  | 鶴竜       |
| 第74回 | 2015年（平成27年） | 大関  | 豪栄道     |
| 第75回 | 2016年（平成28年） | 大関  | 稀勢の里   |
| 第76回 | 2017年（平成29年） | 横綱  | 稀勢の里   |
| 第77回 | 2018年（平成30年） | 前6   | 阿武咲     |
| 第78回 | 2019年（令和元年） | 横綱  | 白鵬       |
| 第79回 | 2022年（令和4年）  | 関脇  | 豊昇龍     |
| 第80回 | 2023年（令和5年）  | 大関  | 霧島       |
| 第81回 | 2024年（令和6年）  | 大関  | 琴櫻       |

- 番付は直前の本場所における地位。
- *は直前場所で昇進を決めた新しい地位。

## 記録
- 最多優勝 5回
  - 日馬富士（第65、67、68、71、72回） - 第65、67回は、四股名は当時安馬。
- 最長連覇 3連覇
  - 曙（第51 - 53回）
- 最低番付優勝 前頭13枚目
  - 大錦（第35回）